# Valentins
Valentins - Uma Família Muuuito Esperta, ou simplesmente Valentins, é uma série de televisão brasileira, produzida pela Zola Filmes em coprodução do Gloob, cujo primeiro capítulo foi transmitido no dia 12 de junho de 2017, com 52 Capítulos já exibidos. Foi exibida de 13 de maio de 2019 pela TV Cultura às 17h30, sendo exibido até maio de 2021.

## Produção
A novela começou a ser gravada em maio do ano de 2016. segundo anunciado pelo Gloob. A novela teve uma segunda temporada que começou a ser gravada em março de 2017 e foi lançada em março de 2018. 

## Sinopse da Série

### 1ª temporada
A novela conta a história da família Valentim: Betina, João, Lila e Theo vivem com seus pais: Alice, uma alquimista e confeiteira; e Artur, um renomado químico e inventor. Quando os dois desaparecem misteriosamente, os quatro irmãos precisam aprender a se virar sozinhos,  enquanto tentam entender o que aconteceu. Mas não será tão fácil: desde o sumiço dos pais, ameaças suspeitas parecem rondar a casa da família. Apenas Theo, o caçula, sabe que os pais foram enganados pelo amigo Randolfo, que transformou os dois em ratos. Depois do desaparecimento dos pais coisas estranhas acontecem, Lila a irmã do meio começa a ver o fantasma do avô Ovídio. Após Betina, Lila e João verem que Theo está falando a verdade sobre os ratos serem seus pais  passam a odiar Randolfo e decidem criar uma fórmula para transformar seus pais de volta ao normal, mas Randolfo captura Arthur e pretende apagar sua memória com seu capacete mas as crianças o transformam em rato

### 2ª temporada
O Randolfo consegue virar gente de novo, e apaga a memória de Arthur e o transforma em criança. E pra piorar também reprogramou a memória da Alice e faz ficar apaixonada por ele. Mas no dia do casamento as crianças recuperam sua memória, mas acabam acidentalmente prendendo Alice dentro do capacete em sua memória do passado onde encontra seu falecido pai. Fred um estudante de intercâmbio se alia a Randolfo e pretende roubar o capacete. As crianças conseguem recuperar a memória de Arthur (transformado em criança) e conseguem transformá-lo em adulto novamente. Professor Hills um cientista canadense vem para ver o capacete e ao descobrir que está na casa dos Valentins ele tenta pegá-lo mas é impedido por Arthur. Dona Anita tenta tomar coragem para revelar a Albertinho que Randolfo é seu pai e pretende se casar com ele mas Randolfo se recusa, então ela rouba o capacete para Randolfo aceitar e o mesmo aceita. As crianças e Arthur conseguem trazer Alice para a vida real junto com seu pai e Arthur recupera a memória de sua mãe. E ao saber sobre a entrevista de Randolfo eles decidem armar um plano para desmascará-lo, e revelam tudo que ele fez de mal e chamam a polícia para prendê-lo junto com Professor Hills mas ele consegue pegar uma fórmula que o transforma em cachorro, mas Jarbas volta ao normal e pega Randolfo e o leva com ele.

## Elenco
| Ator/Atriz            | Personagem                                          | Temporada                 | Temporada                 |
| Ator/Atriz            | Personagem                                          | 1ª                        | 2ª                        |
| --------------------- | --------------------------------------------------- | ------------------------- | ------------------------- |
| Arthur Codeceira      | João Valentim                                       | Protagonista              | Protagonista              |
| Duda Wendling         | Lila Valentim                                       | Protagonista              | Protagonista              |
| Otávio Martins        | Theo Valentim                                       | Protagonista              | Protagonista              |
| Rebecca Solter        | Betina Valentim                                     | Protagonista              | Protagonista              |
| Luis Lobianco         | Randolfo Castanheira Rodésio                        | Antagonista               | Antagonista               |
| Guida Vianna          | Regina Maria de Almeida Valentim (Vó Reggy)         | Co-Protagonista Principal | Co-Protagonista Principal |
| Flávio Pardal         | José Pedro (Zé)                                     | Co-Protagonista Principal | Co-Protagonista Principal |
| Malu Valle            | Márcia Cristina Annemberg Bittencourt (Dona Márcia) | Co-Antagonista            | Co-Protagonista           |
| Cassio Pandolfh       | Ovídio Valentim (Vidão)                             | Co-Protagonista           | Co-Protagonista           |
| Cintia Rosa           | Profª. Estela (Telinha)                             | Co-Protagonista           | Co-Protagonista           |
| Pia Manfroni          | Dona Anita                                          | Coadjuvante               | Coadjuvante               |
| Luís Felippe Carvalho | José Alberto Vasconcellos Rodésio (Albertinho)      | Coadjuvante               | Coadjuvante               |
| Cláudia Abreu         | Alice Kromel Valentim                               | Participação              | Recorrente                |
| Guilherme Weber       | Artur Valentim                                      | Participação              | Recorrente                |

### Participações especiais
| Ator/Atriz      | Personagem                  |
| --------------- | --------------------------- |
| Drica Moraes    | Drª. Patrícia               |
| Nizo Neto       | Dr. da Vigilância Sanitária |
| Sérgio Maciel   | Dr. Gaspar                  |
| Duda Ribeiro    | Tenente Ramos               |
| Cláudio Mendes  | Jarbas                      |
| Rod Carvalho    | Seu Manoel                  |
| Luís Miranda    | Major Ribeiro               |
| Gabriel Totoro  | Oliveira                    |
| Malu Mader      | Drª. Ângela                 |
| Orã Figueiredo  | Prof. Hills                 |
| Chay Suede      | RockMor                     |
| Marcos Oliveira | Dr. Erasto Kromel           |
| César Augusto   | Dr. Erasto Kromel (jovem)   |

### Elenco adicional
| Ator/Atriz                   | Personagem                        | Temporada  | Temporada      |
| Ator/Atriz                   | Personagem                        | 1ª         | 2ª             |
| ---------------------------- | --------------------------------- | ---------- | -------------- |
| Marlon Rangel                | Felipe                            | Recorrente | Recorrente     |
| Juliana Louise               | Mariana                           | Recorrente | Recorrente     |
| Daniel Omena                 | Bruno                             | Recorrente | Recorrente     |
| Paola Castro                 | Georgia                           | Recorrente | Recorrente     |
| Nikki Meneghel               | Diana                             | Recorrente | Participação   |
| Giovanna Maluf               | Amiga de Diana                    | Recorrente | Recorrente     |
| Vitor Figueiredo             | Artur Valentim (criança)/ Edmundo | Ausente    | Recorrente     |
| Daniel Pim                   | Frederico Bragança (Fred)         | Ausente    | Co-antagonista |
| Felipa Abreu Fonseca         | Alice Valentim (criança)          | Recorrente | Recorrente     |
| José Joaquim Abreu Fonseca   |                                   | Recorrente | Recorrente     |
| Pedro Henrique Abreu Fonseca |                                   | Recorrente | Recorrente     |

## Temporadas
| Temporada | Temporada | Episódios | Exibição original   | Exibição original   |
| Temporada | Temporada | Episódios | Estreia             | Final               |
| --------- | --------- | --------- | ------------------- | ------------------- |
|           | 1ª        | 26        | 12 de junho de 2017 | 14 de julho de 2017 |
|           | 2ª        | 26        | 12 de março de 2018 | 13 de abril de 2018 |

### 1ª temporada (2017)
| Num | Ord | Título                   | Sinopse | Estreia             |
| --- | --- | ------------------------ | --- | ------------------- |
| 01  | 01  | O Que É Ser Um Valentim? | No dia em que os pais vão viajar para um congresso, os irmãos Valentins acordam animados para conhecer a nova invenção secreta do pai. A casa está em festa de despedida com os amigos, mas um velho amigo da família se mostra perigoso. Randolfo Rodésio, um amigo de infância de Arthur quer a invenção só para ele, mas ele não sabe qual é. Theo está procurando seu "macaquinho" na biblioteca escondida e vê Randolfo transformar Alice e Arthur Valentim em ratos e Theo os cata enquanto Randolfo foge é só Theo vê.                                          | 12 de junho de 2017 |
| 02  | 02  | Sem Pai, Nem Mãe         | Os Valentins descobrem que os pais desapareceram e acham que houve um acidente. Theo conta o que viu, mas ninguém acredita, e eles ouvem uma notícia no rádio de que Arthur e Alice se acidentaram e seu carro caiu no oceano a caminho do aeroporto. Vó Reggy iria cuidar deles, mas não apareceu. Sem pai, nem mãe, as crianças são levadas para o internato da escola. Theo tenta fugir, mas quase é pego pelo cachorro; Lila vê um fantasma (duas meninas do orfanato da escola) e Betina tenta ligar para Reg, porém a diretora (Dona Márcia) pega ela no flagra. | 12 de junho de 2017 |
| 03  | 03  | O Internato              | Todos são descobertos e ficaram de castigo em seus quartos.Após uma noite assustadora no internato, os irmãos são avisados por aviões de papel de Reggy, que tenta tirá-los da escola, mas são impedidos por Dona Márcia. Eles pegam a chave e são salvos pela avó, que os leva para casa. O que eles não sabem é que Randolfo está preparando mais uma armadilha para a família Valentim é implantou uma cobra na casa deles. | 13 de junho de 2017 |
| 04  | 04  | A Cobra                  | Os Valentins precisam se livrar de uma cobra que apareceu em sua casa. Albertinho, o amigo do João também chega e fica com medo. Porém, antes da chegada do bombeiro, João se vê em uma situação de perigo com a cobra, que morde o braço de João. | 14 de junho de 2017 |
| 05  | 05  | A Boneca                 | Lila está feliz com a boneca que ganhou de presente, mas Theo desconfia. Ao ver que a irmã obedece às ordens do brinquedo, Betina, João e Theo desconfiam: será que alguém está vigiando a casa deles? | 15 de junho de 2017 |
| 06  | 06  | O Esqueleto              | Após cair no chão, Vó Reggy é levada ao hospital. Sozinhos, os Valentins precisam fingir que nada aconteceu. Para evitar a volta ao internato, os irmãos bolam um plano que envolve o esqueleto Tenório. | 16 de junho de 2017 |
| 07  | 07  | A Escuridão              | Acaba a luz na casa dos Valentins, o que assusta as crianças. Ao descobrir que há um intruso entre eles, os irmãos se unem em um plano infalível para espantar o bandido. | 19 de junho de 2017 |
| 08  | 08  | A Doença                 | Para despistar a diretora Márcia e evitar uma possível volta para o internato da escola, as crianças fingem que, tanto elas como a Vó Reggy, estão com uma doença contagiosa. | 20 de junho de 2017 |
| 09  | 09  | Injeção, Não!            | Betina, João, Lila e Theo ficam assustados com a possibilidade de tomar injeção à toa, e precisam despistar um misterioso médico de qualquer jeito. | 21 de junho de 2017 |
| 10  | 10  | A Assombração            | Lila revela aos irmãos que pode ter visto uma assombração no quarto dos Valentins. João acha que todos estão ficando malucos: pais transformados em ratos e fantasma rondando a casa? | 22 de junho de 2017 |
| 11  | 11  | O Fantasma               | Lila está com medo do fantasma do avô, mas aos poucos relaxa e se diverte com ele. A pedido da diretora da escola, uma psicóloga visita os Valentins, que precisam dar um jeito de despistá-la. | 23 de junho de 2017 |
| 12  | 12  | Volta Às Aulas           | Theo descobre que João levou seus ratinhos para serem examinados por Randolfo. Desesperado, o caçula decide procurá-los na escola, o que faz com que todos os irmãos voltem às aulas. | 26 de junho de 2017 |
| 13  | 13  | Invadindo O Hospital     | Os Valentins descobrem que Dona Márcia e Dona Anita estão a caminho de sua casa para falar com a Vó Reggy. Assim, as crianças recorrem à última solução: invadir o hospital para trazer a avó de volta! | 27 de junho de 2017 |
| 14  | 14  | O Veneno                 | Os irmãos Valentins descobrem que a doceria está cheia de baratas, e a solução é aplicar veneno. Theo fica desesperado: o que será de seus ratinhos se eles forem envenenados? | 28 de junho de 2017 |
| 15  | 15  | A Experiência            | Betina desconfia de que Theo está falando a verdade: será que os ratinhos são mesmo os pais dos Valentins? Ela decide, então, descobrir o tipo sanguíneo dos roedores e se surpreende com o resultado. | 29 de junho de 2017 |
| 16  | 16  | O Sangue                 | Betina briga com João ao descobrir que ele foi detido por pichar o muro da escola. Mais tarde, a suspeita da irmã mais velha sobre o sangue dos ratinhos é confirmada. | 30 de junho de 2017 |
| 17  | 17  | O Rebelde                | Betina e Theo invadem o laboratório de Randolfo e descobrem algo assustador. Em casa, João acha a avó desacordada, e ela volta para o hospital. Sozinhos, os Valentins recebem uma visita inesperada. | 3 de julho de 2017  |
| 18  | 18  | A Governanta             | Os Valentins precisam lidar com uma estranha governanta. Cheia de regras, ela dá para as crianças um fortificante que as deixa sonolentas. Desconfiadas, descobrem que os ratinhos estão em perigo. | 4 de julho de 2017  |
| 19  | 19  | Noite De Terror          | Os Valentins ficam chocados diante de Conceição com os ratinhos. Para se livrar dela, decidem assustá-la. Quando tudo parece ter acabado bem, os irmãos notam o sumiço de um importante objeto. | 5 de julho de 2017  |
| 20  | 20  | O Cemitério              | Ao descobrir um lenço perdido de Conceição, os Valentins devem desvendar o seguinte mistério: qual a relação da governanta com Randolfo? Para descobrir, seguem o vilão e vão parar em um cemitério. | 6 de julho de 2017  |
| 21  | 21  | Medo De Rejeição         | João fica emocionado ao ver a ratinha-mãe tocando piano em seu aniversário e passa a acreditar em Theo. Porém, ao decidir fazer mesmo uma grande festa, logo vem o medo: será que alguém vai aparecer? | 7 de julho de 2017  |
| 22  | 22  | A Festa Continua         | A festa de João é um sucesso, mas Dona Anita chega para atrapalhar a diversão das crianças. Ao revelar as fotos da festa, Lila faz uma descoberta surpreendente. | 10 de julho de 2017 |
| 23  | 23  | O Sumiço                 | Theo conta sobre o sequestro de Lila para Betina e João, que ficam desesperados. De repente, o telefone toca: é o sequestrador, que pede, como resgate, um objeto que as crianças nem sabem onde está. | 11 de julho de 2017 |
| 24  | 24  | O Resgate                | Após achar a invenção secreta do pai, é hora de resgatar Lila. Mais tarde, os irmãos desconfiam: será que Randolfo está envolvido? Betina decide, então, que é hora de trazer seus pais de volta. | 12 de julho de 2017 |
| 25  | 25  | O Antídoto               | Betina prepara o antídoto para transformar os ratinhos em seus pais novamente, mas um deles acaba nas mãos de Randolfo e corre perigo. | 13 de julho de 2017 |
| 26  | 26  | A Volta                  | Na casa dos Valentins, os irmãos comemoram a volta da mãe, mas chegou a hora de enfrentar o vilão e trazer o pai de volta para a família. | 14 de julho de 2017 |

### 2ª temporada (2018)
| Num | Ord | Título                              | Sinopse | Estreia             |
| --- | --- | ----------------------------------- | --- | ------------------- |
| 01  | 27  | O Que Aconteceu Com Artur Valentim? | Os Valentins estão reunidos e felizes novamente, aguardando o resultado de uma nova experiência de Artur. Enquanto isso, a ratazana Randolfo ronda a casa da família, pronta para atacar novamente.     | 12 de Março de 2018 |
| 02  | 28  | Uma Nova Alice                      | Randolfo vibra por ter transformado Artur numa criança sem memória. Alice sai em busca do marido, mas acaba nas mãos do vilão. Percebendo que a mãe está diferente, os Valentins ficam chocados.        | 13 de Março de 2018 |
| 03  | 29  | Um Noivo Assustador                 | Betina, João, Lila e Theo ficam revoltados com Alice apaixonada por Randolfo, que se faz de sonso. Os irmãos não se convencem com a história e desconfiam de que a mãe foi hipnotizada pelo vilão.      | 14 de Março de 2018 |
| 04  | 30  | O Vexame                            | Os irmãos Valentins bolam um plano para resgatar o capacete das mãos de Randolfo e devolver a mãe ao normal. Para isso, apelam para a vaidade do vilão.                                                 | 15 de Março de 2018 |
| 05  | 31  | Um Pesadelo de Casamento            | Sem o capacete da memória, Randolfo passa vergonha em sua entrevista para a TV. No dia do casamento de Alice com o vilão, as crianças tentam recuperar sua memória, mas algo inesperado acontece.       | 16 de Março de 2018 |
| 06  | 32  | O Sumiço De Alice                   | Os irmãos Valentins ficam perplexos ao descobrirem que a mãe está presa dentro do capacete da memória. Enquanto isso, Randolfo se revolta com o sumiço de Alice.                                        | 19 de Março de 2018 |
| 07  | 33  | A Vidente                           | Os Valentins recebem a visita de uma vidente, de quem logo desconfiam. Para assustar a intrusa, contam com a ajuda do Vô Ovídio.                                                                        | 20 de Março de 2018 |
| 08  | 34  | A Casa Amaldiçoada                  | A casa dos Valentins amanhece invertida: a geladeira esquenta e o fogão esfria. Após descobrirem que foram enganados por Randolfo, os irmãos traçam um novo plano para desmascará-lo.                   | 21 de Março de 2018 |
| 09  | 35  | Jogo Da Memória                     | Os Valentins desmascaram e confrontam Randolfo, que acaba liberado pelo Major Ribeiro. Diante da ameaça de voltar para o internato, os irmãos criam um jogo da memória para ajudar sua avó Reggy.       | 22 de Março de 2018 |
| 10  | 36  | Não Abra a Porta Para Estranhos     | Em noite de tempestade, os Valentins recebem um visitante inesperado. No dia seguinte, Betina conversa com a mãe no capacete e é encorajada a consertá-lo, mas as coisas não saem como o esperado.      | 23 de Março de 2018 |
| 11  | 37  | Viagem Ao Passado                   | Pelo visor do capacete, os Valentins assistem à mãe conversando com seu pai e com ela própria quando criança. Em visita à casa da família, Dona Márcia passa mal e é socorrida por Vó Reggy.            | 26 de Março de 2018 |
| 12  | 38  | Uma Diretora Alterada               | Após ter usado o capacete da memória, Dona Márcia começa a agir de forma diferente com os Valentins, como se fosse Alice. Vendo isso, as crianças se perguntam: o que aconteceu com a diretora?         | 27 de Março de 2018 |
| 13  | 39  | O Novo Vizinho                      | João Valentim resolve fazer uma festa de despedida para Albertinho, que foi selecionado para um intercâmbio. Na festa, a chegada do novo vizinho, Fred, dá o que falar.                                 | 28 de Março de 2018 |
| 14  | 40  | Álbum De Família                    | Vó Reggy cisma que Edmundo é seu filho Artur, o que deixa os netos confusos. Enquanto isso, Randolfo recebe um telefonema inesperado.                                                                   | 29 de Março de 2018 |
| 15  | 41  | O Inimigo Mora ao Lado              | Os Valentins confirmam que Edmundo é mesmo seu pai Artur, mas decidem não contar nada para ele. Já Randolfo consegue um novo aliado contra a família.                                                   | 30 de Março de 2018 |
| 16  | 42  | Cosquinhas!                         | Os irmãos descobrem quem invadiu sua casa e traçam um plano para fazê-lo confessar o motivo. Para descobrir os ingredientes de um antídoto, Theo resolve agir sozinho.                                  | 2 de Abril de 2018  |
| 17  | 43  | O Hipnotizador                      | O efeito da fórmula invisível acaba e Theo fica cara a cara com Randolfo. O vilão resolve, então, testar seu hipnotizador no caçula.                                                                    | 3 de Abril de 2018  |
| 18  | 44  | Um Irmão Espião?                    | Randolfo parabeniza Theo por sua ajuda e manda o caçula dos Valentins continuar espionando os irmãos. Em casa, Lila e Betina recebem as amigas para um troca-troca de roupas na doceria.                | 4 de Abril de 2018  |
| 19  | 45  | Uma Nova Ameaça                     | Betina, João e Lila descobrem a verdade sobre Theo: será que ele estava mesmo hipnotizado? Mais tarde, João participa de um concurso sobre RockMor.                                                     | 5 de Abril de 2018  |
| 20  | 46  | Um Novo Capacete                    | Os Valentins recebem a visita do Professor Hills, que propõe ser o guardião dos inventos de Artur. No dia seguinte, Betina, com a ajuda de Edmundo, tenta consertar o capacete da memória novamente.    | 6 de Abril de 2018  |
| 21  | 47  | Memória restaurada                  | Após usar o capacete, Edmundo começa a se lembrar de tudo o que viveu como Artur. Emocionado, abraça os filhos! Enquanto isso, Anita faz uma revelação bombástica a Randolfo.                           | 9 de Abril de 2018  |
| 22  | 48  | Valen-Night                         | A casa dos Valentins está toda preparada para uma festa, mas na hora da música, João descobre que todos os seus discos foram roubados. Mas, uma visita inesperada surge e pode salvar a noite.          | 10 de Abril de 2018 |
| 23  | 49  | A Geringonça                        | Artur-criança revela aos filhos que viu Dona Anita entregar o capacete para Randolfo. Chega a hora, então, de tentar fazer o pai voltar a ser adulto.                                                   | 11 de Abril de 2018 |
| 24  | 50  | O Capacete Vermelho                 | Ao amanhecer, as crianças procuram o pai-criança pela casa e, quando acham, têm uma bela surpresa! É chegada a hora, então, de achar o capacete da memória original, escondido sem querer por Vó Reggy. | 12 de Abril de 2018 |
| 25  | 51  | De Volta Para O Presente            | Artur, Betina, João, Lila e Theo estão diante do capacete da memória quando Alice surge. Passada a emoção, os Valentins precisam se preparar para desmascarar Randolfo.                                 | 13 de Abril de 2018 |
| 26  | 52  | Desmascarado                        | Randolfo e Professor Hills apresentam o capacete da memória em uma coletiva de imprensa. O que eles não sabem é que os Valentins possuem um plano para desmascará-los.                                  | 13 de Abril de 2018 |